# Paraponera
Paraponera este un gen de furnici și singurul gen din subfamilia Paraponerinae. Numele înseamnă "aproape-Ponera".
Se compune din două specii: existenta Paraponera clavata, cunoscută și sub numele de furnică glonț, găsită în zona neotropicală, și cea foarte micăspecia fosilă Paraponera dieteri cunoscută din chihlimbarul dominican (Miocenul timpuriu; 16-19 milioane de ani în urmă). Furnicile glonț sunt numite astfel pentru durerea cauzată de înțepăturile lor veninoase. Înțepătura intens dureroasă este toxică pentru nevertebrate, precum și pentru vertebrate, iar o componentă majoră este poneratoxina peptidică neurotoxică.

## Specii
- Paraponera clavata (Fabricius, 1775)
- †Paraponera dieteri Baroni Urbani, 1994